# Gentiana tianschanica
Gentiana tianschanica är en gentianaväxtart som beskrevs av Franz Josef Ivanovich Ruprecht. Gentiana tianschanica ingår i släktet gentianor, och familjen gentianaväxter. Inga underarter finns listade i Catalogue of Life.